# Metiprajlon
Metiprajlon, ili Noludar, je sedativ porodice derivata piperidindiona koji je prvi razvilo preduzeće Hofman-La Roš. Ovaj lek se koristio za lečenje nesanice, ali se sada retko koristi, jer su ga zamenili noviji lekovi sa manje neželjenih efekata, kao što su benzodiazepini.

## Osobine
Metiprilon je organsko jedinjenje, koje sadrži 10 atoma ugljenika i ima molekulsku masu od 183,248 .
| Osobina                  | Vrednost |
| ------------------------ | -------- |
| Broj akceptora vodonika  | 2        |
| Broj donora vodonika     | 1        |
| Broj rotacionih veza     | 2        |
| Particioni koeficijent ( | 1,5      |
| Rastvorljivost (logS, log(mol/L))       | -1,8     |
| Polarna površina (PSA, Å2)  | 46,2     |

## Literatura
- Hardman JG, Limbird LE, Gilman AG (2001). Goodman & Gilman's The Pharmacological Basis of Therapeutics (10. изд.). New York: McGraw-Hill. ISBN 0071354697. doi:10.1036/0071422803.
- Thomas L. Lemke; David A. Williams, ур. (2007). Foye's Principles of Medicinal Chemistry (6. изд.). Baltimore: Lippincott Willams & Wilkins. ISBN 0781768799.
- Anvisa (31. 03. 2023). „RDC Nº 784 - Listas de Substâncias Entorpecentes, Psicotrópicas, Precursoras e Outras sob Controle Especial” [Collegiate Board Resolution No. 784 - Lists of Narcotic, Psychotropic, Precursor, and Other Substances under Special Control] (на језику: португалски). Diário Oficial da União (објављено 2023-04-04). Архивирано из оригинала 03. 08. 2023. г. Приступљено 16. 08. 2023.

## Spoljašnje veze
|  | Molimo Vas, obratite pažnju na važno upozorenje u vezi sa temama iz oblasti medicine (zdravlja). |